# Daniela Larreal
Daniela Greluis Larreal Chirinos (Maracaibo, Venezuela; 2 de octubre de 1973-Las Vegas, Estados Unidos; 11 de agosto de 2024) fue una ciclista venezolana especializada en ciclismo en pista, cinco veces olímpica, considerada una de las deportistas más importantes de Venezuela y la ciclista venezolana líder durante más de dos décadas. Tuvo una breve carrera en ciclismo en carretera en la década de 1990 y estableció el récord olímpico de contrarreloj en pista femenino en 2000. Pasó los últimos ocho años de su vida en el exilio.
Compitiendo principalmente en competiciones americanas, consiguió más de 35 medallas internacionales en su carrera; pasaron 24 años entre su primer y último podio. También compitió en la Copa del Mundo de ciclismo en pista, obteniendo medallas en varias etapas. En los últimos años de su carrera, Venezuela cayó en un estado de crisis, con Larreal criticando la corrupción dentro de los organismos deportivos. Bajo la presidencia de Nicolás Maduro, Larreal se volvió más crítica del modo en que se manejaba su país. Su activismo la obligó a exiliarse en Estados Unidos, donde se unió a la oposición política venezolana.

## Primeros años y vida personal
Daniela Greluis Larreal Chirinos nació el 2 de octubre de 1973 en Maracaibo, estado Zulia, Venezuela, hija del ciclista Daniel Larreal, quien ganó una medalla de plata en los Juegos Panamericanos de 1971 y fue considerado el mejor ciclista de la historia venezolana. Ella también era indígena. Su padre la introdujo al ciclismo; ya era rápida en una pista de velódromo cuando era joven y comenzó a competir cuando tenía 8 años, representando al Distrito Capital en la Vuelta de Lara juvenil de 1986. De niña prefería la natación y fue campeona venezolana de natación estilo libre júnior en 50 y 100 metros cuando tenía 13 años. Luego comenzó a entrenar seriamente en ciclismo en pista en 1989. En un momento dado, Larreal comenzó a estudiar ciencias policiales, pero dejó esto de lado para centrarse en el ciclismo. Posteriormente completó la licenciatura en educación física en Venezuela, habiendo estudiado paralelamente su carrera. Cuando se mudó a los Estados Unidos, comenzó un curso de dos años para obtener la calificación equivalente.
Al igual que otros deportistas exitosos, el régimen venezolano le otorgó a Larreal una casa y un automóvil; luego de salir del país, Larreal reveló a medios españoles que dichas casas estaban siendo invadidas por okupas debido a la crisis en Venezuela, y los automóviles eran modelos baratos y que ella en bicicleta podía andar más rápido que los mismos.

## Carrera

### Década de 1990
El primer campeonato de Larreal fueron los XVI Juegos Centroamericanos y del Caribe de 1990, donde fue la única ciclista de pista venezolana en competiry ganó la medalla de plata en el sprint. : 486–487 Siendo aún una adolescente, compitió a continuación en los VIII Juegos Nacionales de la Juventud celebrados en Maracaibo en 1991, ganando dos medallas de oro, en velocidad y persecución. Larreal luego logró su primera medalla de oro internacional en el Campeonato Panamericano de Ciclismo en Pista de 1992 en Quito, al lograr un nuevo récord del campeonato de 13,619 segundos en el sprint individual. La colocación la calificó para competir en los Juegos Olímpicos de Barcelona 1992, donde quedó eliminada en la segunda ronda de repechaje. Compitió en cinco Juegos Olímpicos diferentes, representando a Venezuela en los Juegos Olímpicos de Verano de 1992, 1996, 2000, 2004 y 2012 y obteniendo cuatro diplomas olímpicos. Entre los deportistas venezolanos que han competido en cinco Juegos Olímpicos se encuentran Fabiola Ramos (1996 a 2012) y Rubén Limardo (2008 a 2024).
Después de su debut en los Juegos Olímpicos de Barcelona, comenzó a entrenar y competir en España con un equipo de ciclismo en carretera (ya que los ciclistas no españoles no podían competir en pista) patrocinado por Café Fortaleza; ganó allí tres oros, seis platas y ocho bronces. En 1993, ganó dos medallas de plata en los XVII Juegos Centroamericanos y del Caribe de 1993, en la carrera de velocidad y por puntos. Regresó a la competición nacional en 1996, representando a Lara y obteniendo el oro en las pruebas de velocidad. Larreal también tuvo éxito en las Clásicas de la  Copa del Mundo de ciclismo en pista  de 1996, con podios en las etapas de Cali y La Habana, y una colocación general como campeón mundial en la carrera por puntos. Sus resultados colocaron a Venezuela en el puesto 11 de las 328 naciones involucradas. Considerada como una «máxima aspirante» a ganar una medalla olímpica para Venezuela debido a sus resultados, nuevamente tuvo unos Juegos Olímpicos decepcionantes en 1996, siendo eliminada en la misma ronda del sprint que en 1992 y sin obtener puntos en la carrera por puntos (quedando en el puesto 15, el más alto de los ciclistas sin puntos, en el ranking). Obtuvo éxito en más etapas de las Clásicas de la Copa del Mundo de ciclismo en pista de 1997 y, en los XVIII Juegos Centroamericanos y del Caribe de 1998 celebrados en Maracaibo, estableció un nuevo récord del campeonato de 200 m voladores con 12,13; como los organizadores no utilizaron dispositivos de cronometraje electrónico aprobados, los tiempos establecidos en el evento no fueron reconocidos. Ganó los 200 m y se llevó la plata en los 500 m.

### Década de 2000
Fue la primera poseedora del récord olímpico de contrarreloj en pista femenino, con un tiempo de 35.728 en 2000; finalmente terminó décima, con otras cuatro ciclistas logrando un nuevo récord olímpico en el evento. Obtuvo su primer diploma olímpico en 2000, quedando octava en el sprint. Saltó a la fama en Sudamérica en 2001, cuando ganó tres medallas de oro (incluida la carrera eliminatoria) en los Juegos Bolivarianos de 2001, cuyas pruebas de ciclismo se llevaron a cabo en Quito. El diario ecuatoriano La Hora la bautizó como la «reina de la velocidad» por su éxito y monopolización de la atención durante el campeonato. Esto incluyó establecer un nuevo récord bolivariano en los 200 m, de 10,905, el 8 de septiembre de 2001. Larreal volvió a ganar tres medallas de oro en un campeonato en los XIX Juegos Centroamericanos y del Caribe de 2002, incluyendo una victoria sobre su principal rival Nancy Contreras en el sprint.
En enero de 2003, comenzó un entrenamiento concentrado para los Juegos Olímpicos de 2004 en un centro de Suiza. Ya había asegurado su clasificación a los Juegos Olímpicos en junio de 2004, antes de los Campeonatos Panamericanos de Ciclismo de 2004, acogidos por Venezuela, que seleccionarían el cupo estadounidense restante. En los Juegos Olímpicos de 2004 consiguió el diploma olímpico. Durante la carrera de clasificación para los puestos quinto a octavo de la competición de velocidad en los Juegos Olímpicos de 2004, terminó detrás de la ganadora de la carrera, Natalia Tsylinskaya de Bielorrusia, pero también se consideró que había pedaleado dentro del carril interior y había obstaculizado a Tsylinskaya. Larreal fue descalificada y se le entregó automáticamente el octavo lugar como último de los atletas que llegaron a los cuartos de final. Larreal dijo que la decisión fue injusta ya que ella no entró al carril intencionalmente sino que se vio obligada a hacerlo para evitar a otros ciclistas. También reflexionó que se sentía orgullosa de estar entre las ocho mejores del mundo, sobre todo frente a ciclistas con mejores recursos.
Larreal luego ganó cuatro medallas de oro en los Juegos Bolivarianos de 2005. Ella había dicho en los Juegos Olímpicos de 2004 que no aspiraría a los Juegos Olímpicos de Pekín 2008, que como ya tenía 30 años probablemente sólo le quedaban uno o dos años de ciclismo competitivo. Más tarde aspiró a los Juegos Olímpicos de 2008, pero sufrió una fractura de fémur y se perdió los Juegos, lo que nuevamente la hizo considerar terminar su carrera; en cambio, regresó a campeonatos más pequeños en 2009. Ella dijo antes de los Juegos Bolivarianos de 2009 que quería romper el récord mundial de 200 metros allí, habiendo estado cerca de lograrlo anteriormente.

### Década de 2010
La ausencia de Larreal de las grandes competencias americanas había llevado a la cubana Lisandra Guerra a ser dominante en el sprint en 2009, algo que Guerra reafirmó tras el regreso de Larreal al conseguir cuatro oros en los Campeonatos Panamericanos de Ciclismo de 2010, dejando a Larreal para ganar el bronce en el sprint (Diana García completó el podio). Más tarde, ese mismo año, Larreal ganó cuatro oros en los XXI Juegos Centroamericanos y del Caribe de 2010. Luego ganó dos oros en los Juegos Panamericanos de 2011, estableciendo un nuevo récord panamericano de 200 m con un tiempo de 10.995 en la ronda de clasificación, y nuevos récords panamericanos sucesivos (con su compañera de equipo Mariaesthela Vilera) para el sprint por equipos en la clasificación (33.854) y la final (33.611). A finales de 2011, Larreal fue galardonado con el Premio Atleta del Año por la Asociación de Periodistas Deportivos de Venezuela.
Había anunciado de antemano que se retiraría tras los Juegos Olímpicos de 2012, eligiendo los Juegos Olímpicos como escenario «para decir adiós a la pista». Allí compitió en las pruebas de velocidad por equipos e individual, y en el keirin, obteniendo dos diplomas olímpicos. Terminó última en su carrera de la segunda ronda del keirin, sin clasificarse para la final, y luego quedó tercera en la carrera de clasificación por los puestos séptimo a duodécimo, quedando originalmente novena en la general. En 2016, el ciclista ruso que quedó octavo fue descalificado retroactivamente por dopaje, y el octavo puesto y el diploma olímpico fueron reasignados a Larreal en 2020. Los Juegos de 2012 fueron la primera vez que se disputó la prueba olímpica de velocidad por equipos femenina; Larreal y Vilera ganaron la primera serie con un tiempo de 34.320, lo que significa que brevemente y de manera no oficial tuvieron el récord olímpico en velocidad por equipos femenina. La pareja finalmente quedó en séptimo lugar.
Tras retirarse tras los Juegos Olímpicos de 2012, Larreal volvió a competir a principios de 2014 «por puro amor a su país». Los resultados en ciclismo de velocidad de otros venezolanos eran de un nivel inferior y ella quería inspirar a otra generación de ciclistas de pista. En las tres pruebas de ciclismo en pista femenina de los Juegos Suramericanos de 2014, Larreal ganó dos oros y una plata. En declaraciones al Diario Panorama en ese momento, pidió eliminar la corrupción en el deporte venezolano como una forma de ayudar a los atletas a mejorar. Larreal se preparaba para competir en los Juegos Olímpicos de Río de Janeiro 2016 cuando la Federación Venezolana de Ciclismo, dirigida por el gobierno y a la que ella había criticado por no dar a los atletas el financiamiento asignado, se negó a registrarla en los eventos clasificatorios. Ella luego denunció este hecho, lo que le generó amenazas por parte de funcionarios y de la Federación, quienes intentaron confiscarle el pasaporte. En una ocasión, cuando se dirigía a visitar a su padre, dos camiones intentaron obligarla a salir de la carretera antes de que pudiera evadirlos; su padre le dijo entonces que tenía que abandonar el país.

## Activismo político y exilio
Criticó por primera vez al gobierno venezolano en 2012, bajo Hugo Chávez y el entonces ministro de Deportes Héctor Rodríguez Castro, por irregularidades en la financiación estatal del deporte; en este punto, acusándolos específicamente de patrocinar a un atleta de deportes de motor que no existía para sacar divisas de Venezuela. Anteriormente había sido abiertamente partidaria de la ideología política de Chávez. En 2001, ella había criticado a su gobierno por sólo brindar apoyo a los atletas en el último minuto, cuando era más necesario, luego, en 2004, había elogiado a Chávez por financiar y promover en gran medida los deportes en Venezuela en los años anteriores.
Tras la muerte de Hugo Chávez en 2013, cuando Nicolás Maduro heredó el liderazgo de Venezuela, acusó además al Ministerio de Deportes de corrupción generalizada, diciendo que Maduro trataba al departamento como una «caja chica» y que varios funcionarios estaban implicados en la corrupción al asignar recursos. Su principal crítica siguió siendo que los funcionarios del deporte venezolano abusaron de sus cargos para robar dinero federal, en lugar de invertir en el deporte, y continuó pidiendo auditorías. Posteriormente denunció que el gobierno venezolano utilizaba el deporte para «traficar drogas y fugar dólares». Larreal fue una crítica abierta de la presidencia de Maduro, a la que llamó una dictadura, y se convirtió en una activista por la democracia. Se unió al partido político opositor venezolano Voluntad Popular en 2016; al hablar de su afiliación política, dijo «no es un secreto para nadie que yo era chavista, pero Chávez está muerto».
Su activismo político hizo que recibiera amenazas de muerte en Venezuela, por lo que se vio obligada a exiliarse, y se le prohibió ingresar a Venezuela en 2016, buscando asilo político en los Estados Unidos. En ese momento, medios chavistas en Venezuela intentaron demonizarla, diciendo que había gastado 2 millones de dólares de financiación deportiva para abrir dos empresas en Estados Unidos; en realiad ella no tenía empresas y trabajaba en empleos serviles. Larreal también afirmó que el Ministerio del Deporte había obligado a otros ciclistas a denunciarla formalmente, pero que sus compañeras de equipo la habían apoyado en privado. En Estados Unidos, Larreal continuó promoviendo la oposición a Maduro. Se unió al partido político Vente Venezuela en 2018, junto a otros deportistas venezolanos Borman Angulo y Freiber Zerpa. Todavía estaba asociada con Vente Venezuela al momento de su muerte, habiendo apoyado en agosto de 2024 a María Corina Machado y publicado en las redes sociales sobre las elecciones presidenciales de Venezuela de 2024, la crisis política y las protestas.
Larreal vivió en Miami en 2016, donde conducía un Uber y usaba lo que ganaba para financiar su educación y enviar medicamentos y paquetes de alimentos a su padre, aunque estos eran a menudo confiscados por el régimen venezolano. Más tarde trabajó en un hotel en Las Vegas, y Fox Sports informó que era camarera allí.

## Muerte
El 12 de agosto de 2024, Larreal fue reportada desaparecida tras no presentarse a trabajar. Un amigo le pidió entonces a la policía que hiciera una verificación a su hogar, lo cual hicieron en la tarde del 15 de agosto, cuando ella fue encontrada muerta en su apartamento en Las Vegas a la edad de 50 años. Una autopsia preliminar dijo que murió de asfixia después de atragantarse con comida el 11 de agosto de 2024, aunque «la causa y el método» de su muerte todavía estaban siendo investigados por el médico forense del condado de Clark al 22 de agosto.
La Vuelta a España 2024 comenzó el 17 de agosto de 2024, con el exciclista colombiano Víctor Hugo Peña presentando el recorrido para ESPN y dando un homenaje a Larreal en su inauguración. Medios del estado Zulia informaron que se realizaría un homenaje a Larreal en el Velódromo Teo Capriles en la capital venezolana, Caracas, y que su cuerpo sería repatriado, aunque el proceso de repatriación sería largo. La madre de Larreal, Gladis Teresa, había muerto años antes y estaba enterrada en el Cementerio del Este en Caracas. Cuando Larreal compró el terreno allí, pidió ser enterrada junto a su madre, lo que su padre dijo después de su muerte que planeaba hacer. Su cuerpo fue repatriado el 29 de septiembre de 2024 y su funeral tuvo lugar el 2 de octubre, el día que habría sido su cumpleaños.